# 長久保氏
長久保氏（ながくぼし）は、日本の氏族のひとつ。長窪氏とも呼ばれる。
豊後国の大友氏支族のひとつであり、大友氏15代当主大友親繁の子である大友親頼の三男親政が永享11年（1439年）、主君の関東公方足利持氏の滅亡により、今川氏に仕え駿河国駿東郡長久保を領して名字としたことによりはじまった。永禄12年（1569年）に今川氏が没落した時の嫡流は常陸国に遷った。水戸藩地理学者の長久保赤水はその後裔という。
また、別系統に信濃国小県郡にも清和源氏小笠原氏流大井氏支族の長久保氏も存在する。